# Thomas Schmidtkonz
Thomas Schmidtkonz (* 1959) ist ein deutscher Informatiker, Buchautor und Youtuber und Internetseiten-Betreiber im Bereich Sammeln und Laufsport aus Bayern.

## Leben
Thomas Schmidtkonz arbeitete nach dem Abitur und dem Studium als Softwareentwickler und IT-Consultant. Seit 2002 ist er vollberuflich für den Betrieb diverser Webseiten und Social-Media-Kanäle, z. B. Youtube.com, zu den Themen Sammeln (v. a. Briefmarken und Münzen) und Laufsport tätig.

## Bücher (Auswahl)
- Abenteuer Briefmarken-Schatzsuche – Tipps für Briefmarken-Schatzsucher. 13. Juli 2014.
- Briefmarken schätzen und verkaufen – Für Jedermann und Erben. 13. Mai 2023
- Briefmarken – Kleine Schätze, große Rendite: Kleine Schätze, große Gewinne: Briefmarken als zeitlose Wertanlage 15. März 2025
- Mein Deutschlandlauf 2017 vom Westen in den Osten: 1160 km zu Fuß vom westlichsten zum östlichsten Punkt Deutschlands 28. Juni 2018
- Waldpfade: Wege ins Glück 25. August 2019
- Mein Deutschlandlauf 2018 von Mettlach im Saarland bis Berchtesgaden: 1113 km zu Fuß durch Deutschland, Frankreich und Österreich 26. März 2020

## Internetseiten (Auswahl)
- www.sammler.com
- www.laufspass.com
- www.guenstig.com
- www.schmidtkonz.com